# Sly & the Family Stone
Sly & the Family Stone foi uma banda norte-americana de funk e  rock formada em São Francisco, Califórnia. Ativo de 1967 a 1983, o grupo teve um papel primordial no desenvolvimento da música soul, do funk e do psicodelismo. Liderada pelo cantor, compositor, produtor musical e multi-instrumentista Sylvester "Sly Stone" Stewart e formado por vários membros de sua família e amigos, o grupo foi também importante por ter sido a primeira banda norte-americana a ter uma formação multicultural, dando a negros, brancos, homens e mulheres papéis importantes na sua instrumentação.
A banda tornou-se especialmente conhecida durante os anos 1967 a 1972, influenciando toda a música pop norte americana em geral, e mais especificamente o soul, R&B, funk, e mais tarde o hip hop. Alcançou por cinco vezes o Top 10 dos Estados Unidos com temas de grande sucesso e editou quatro álbuns de grande divulgação. O disco Dance to the Music tornou-se um sucesso internacional sendo que os "Sly & the Family Stone" tornaram-se o grupo afro-americano mais popular da época. Seguiram-se rapidamente outros sucessos, inclusive "Hot Fun in the Summertime", "Everyday People" e "Thank You (Falettinme Be Mice Elf Agin)". Em 1969 participaram no Festival de Woodstock, ao lado de outros grandes nomes da música mundial, tocando para meio milhão de pessoas. Mais tarde, se apresentaram para 300.000 pessoas na Ilha de Wight, na Grã-Bretanha e para 350.000 em um festival na República Federal da Alemanha.

## Membros
Esta lista apresenta a formação da banda entre 1967 e 1975. Depois de 1975, ela sofre alterações em cada um dos últimos quatro LPs do grupo. Os músicos presentes nessas gravações estão creditados nos artigos individuais dos álbuns High on You, Heard Ya Missed Me, Well I'm Back, Back on the Right Track e Ain't But the One Way.
- Sly Stone (Sylvester Stewart) (1967–1975): vocais, órgão, guitarra, baixo, piano, gaita, e outros
- Freddie Stone (Frederick Stewart) (1967–1975): vocais, guitarra
- Cynthia Robinson (1967–1975): trompete, vocais
- Jerry Martini (1967–1975): saxofone
- Little Sister; Vet Stone (Vaetta Stewart), Mary McCreary, e Elva Mouton (1966–1975): backing vocals
- Larry Graham (1967–1972): vocais, baixo
- Greg Errico (1967–1971): bateria
- Rose Stone (Rosemary Stewart) (1968–1975): vocais, piano, teclado
- Gerry Gibson (1971–1972): bateria; substituindo Gregg Errico
- Pat Rizzo (1972–1975): saxofone
- Max Kerr (1972): baixo; entre a saída de Larry Graham e entrada de Rustee Allen
- Rustee Allen (1972–1975): baixo; substituindo Larry Graham
- Andy Newmark (1973–1974): bateria; substituindo Gerry Gibson
- Bill Lordan (1974): bateria; substituindo Andy Newmark
- Sid Page (1973–1974): violino
- Vicki Blackwell (1974–1975): violino; substituindo Sid Page
- Jim Strassburg (1974): bateria; substituindo Bill Lordan
- Adam Veaner (1975): bateria; substituindo Jim Strassburg
- Dennis Marcellino (1975): saxofone; substituindo Pat Rizzo

## Discografia

### Álbuns

#### Família Stone original
- 1967: A Whole New Thing
- 1968: Dance to the Music
- 1968: Life
- 1969: Stand!
- 1970: Greatest Hits
- 1971: There's a Riot Goin' On
- 1973: Fresh
- 1974: Small Talk

#### Período posterior
- 1975: High on You (creditado apenas à "Sly Stone")
- 1976: Heard Ya Missed Me, Well I'm Back
- 1979: Back on the Right Track
- 1983: Ain't But the One Way